# Писарівка (Війтовецька селищна громада)

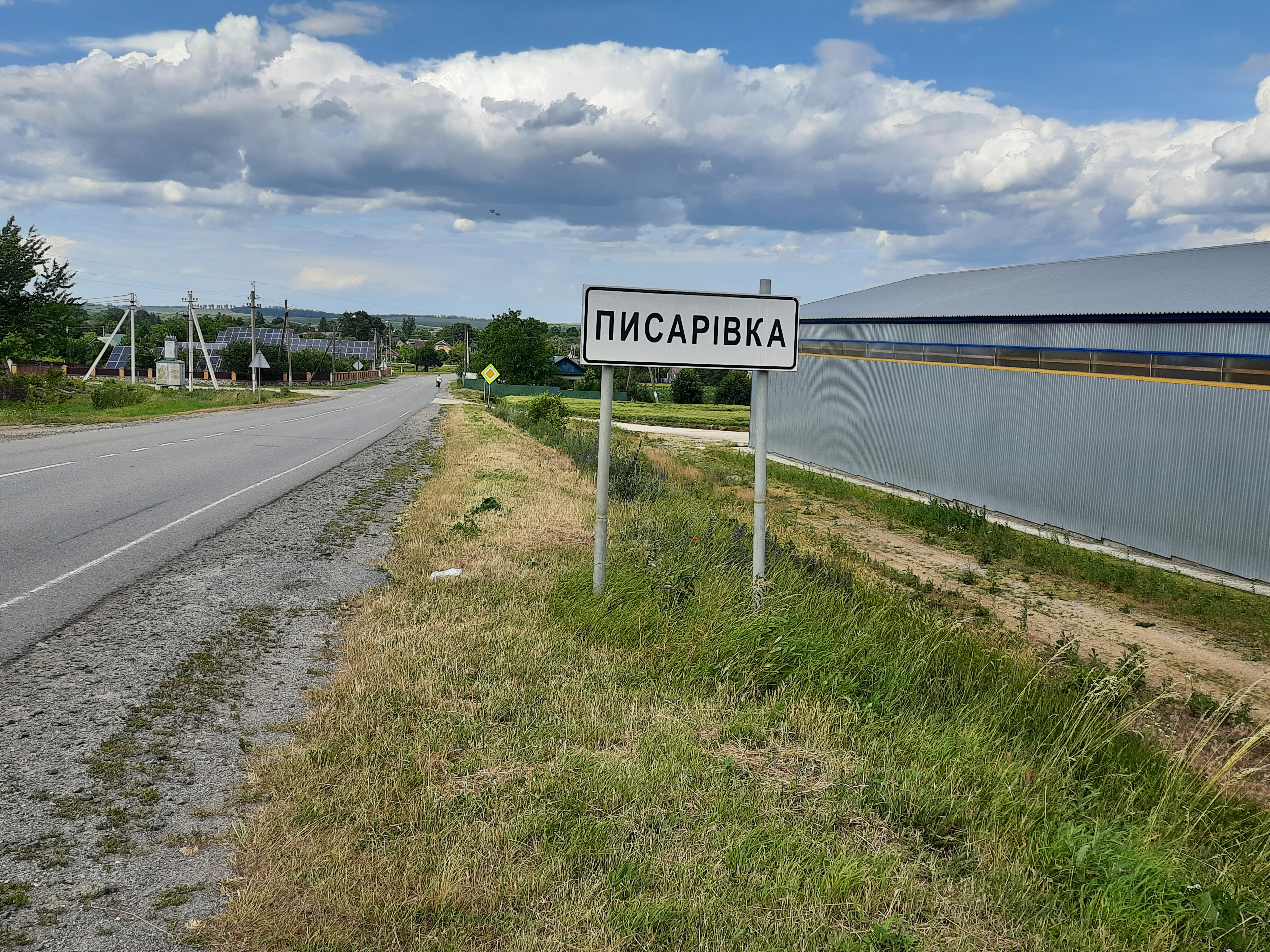
Дорожній знак при в'їзді в село

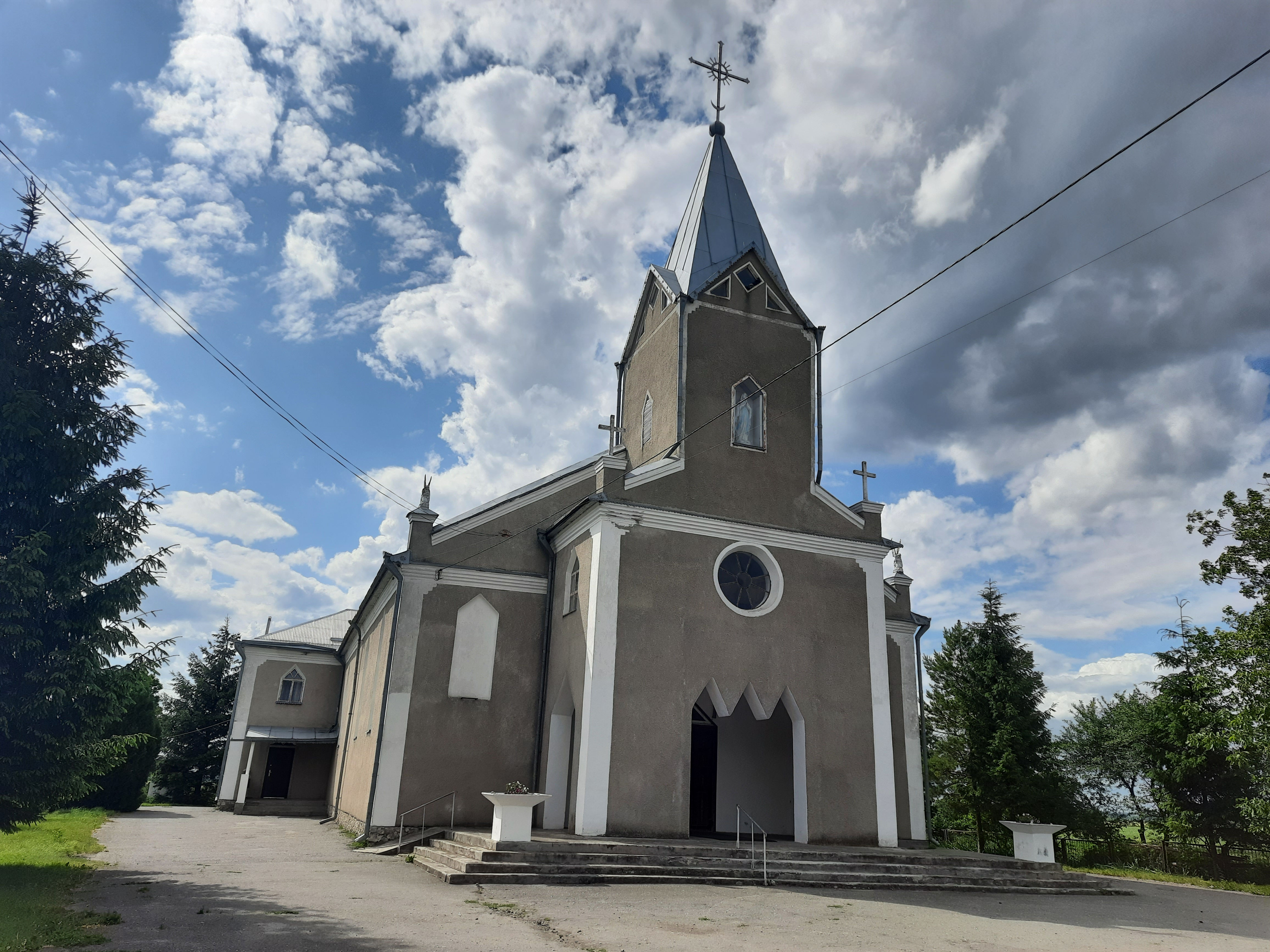
Костел Непорочного Зачаття Пресвятої Діви Марії

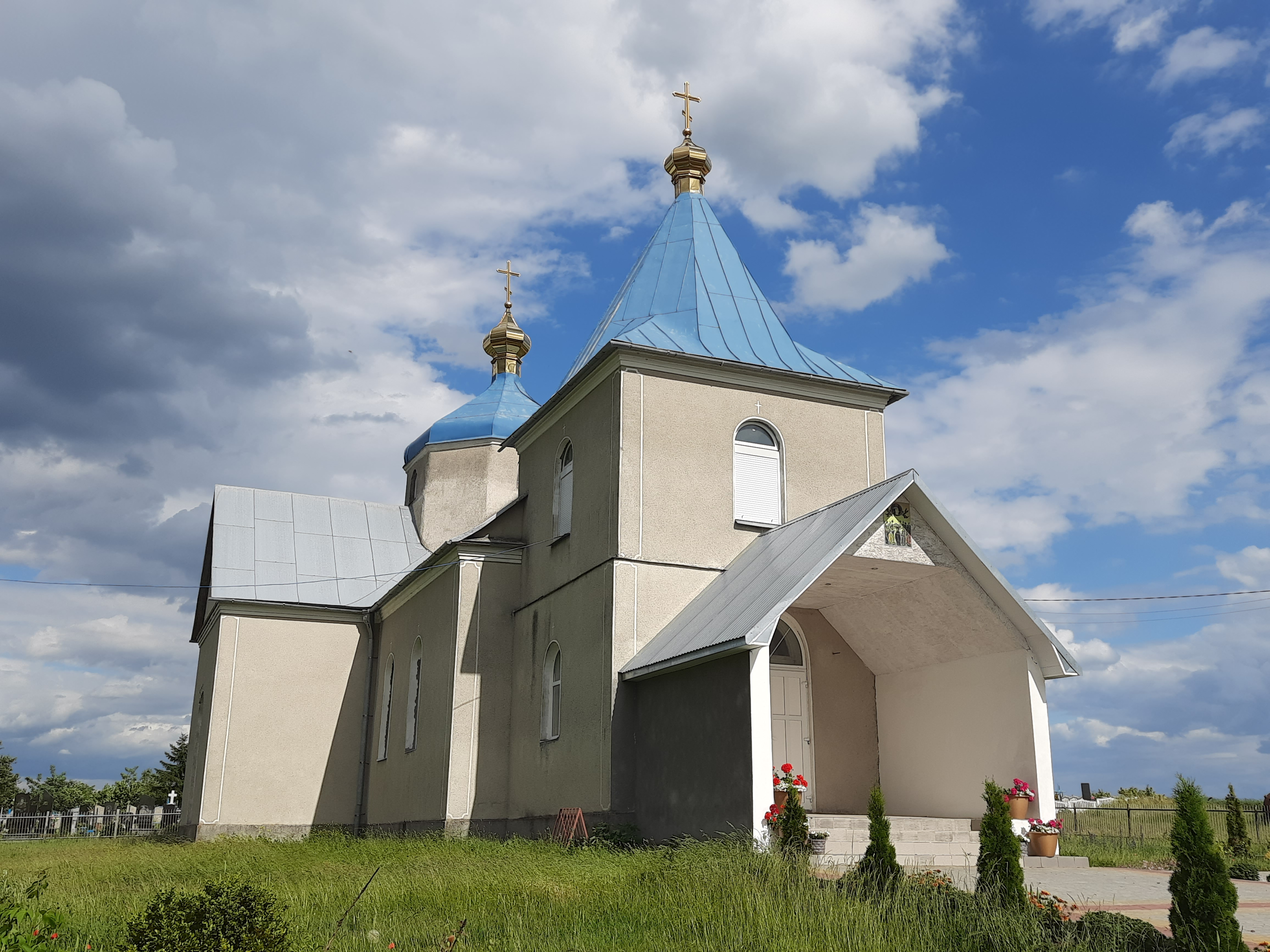
Церква

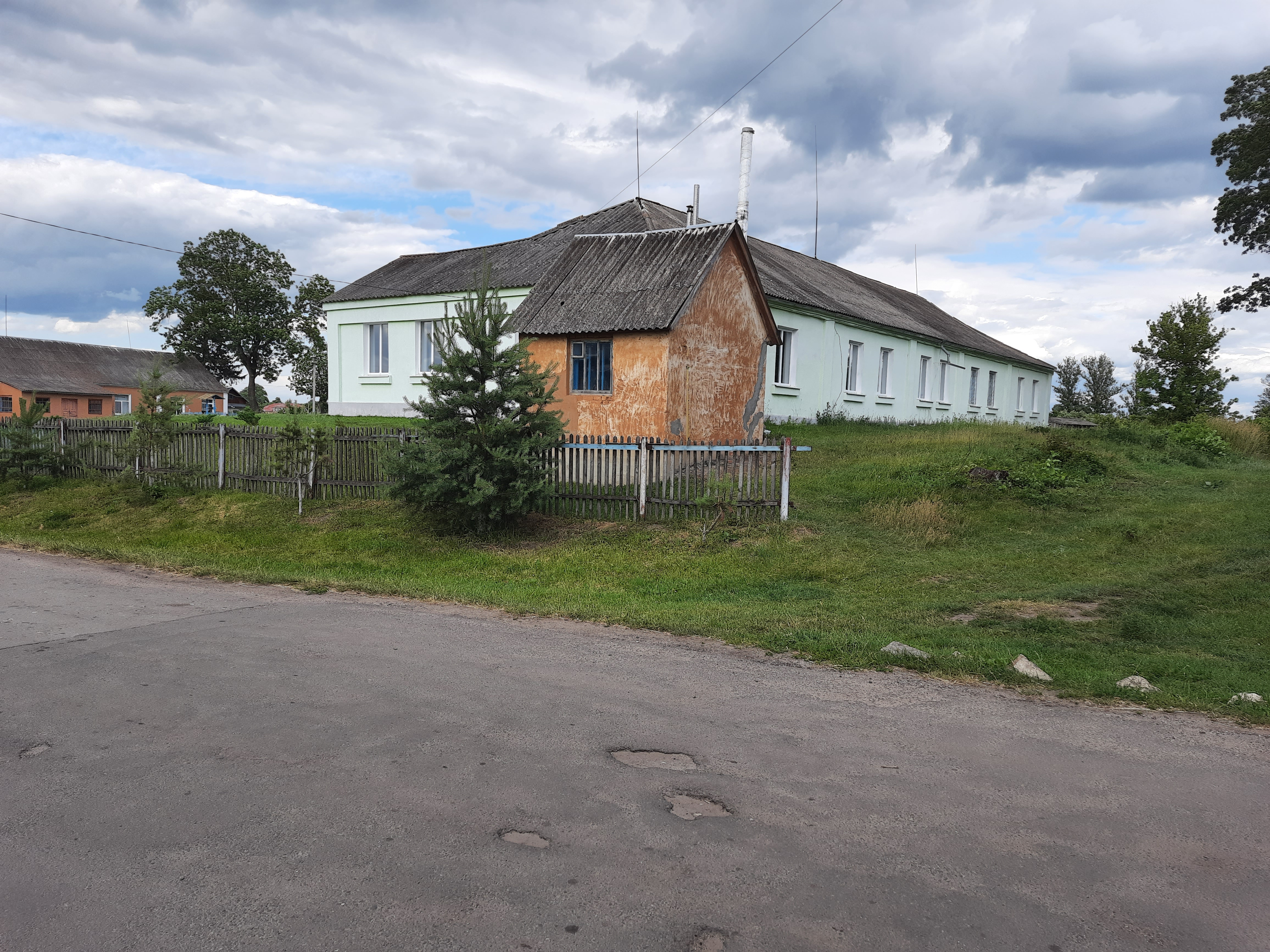
Школа

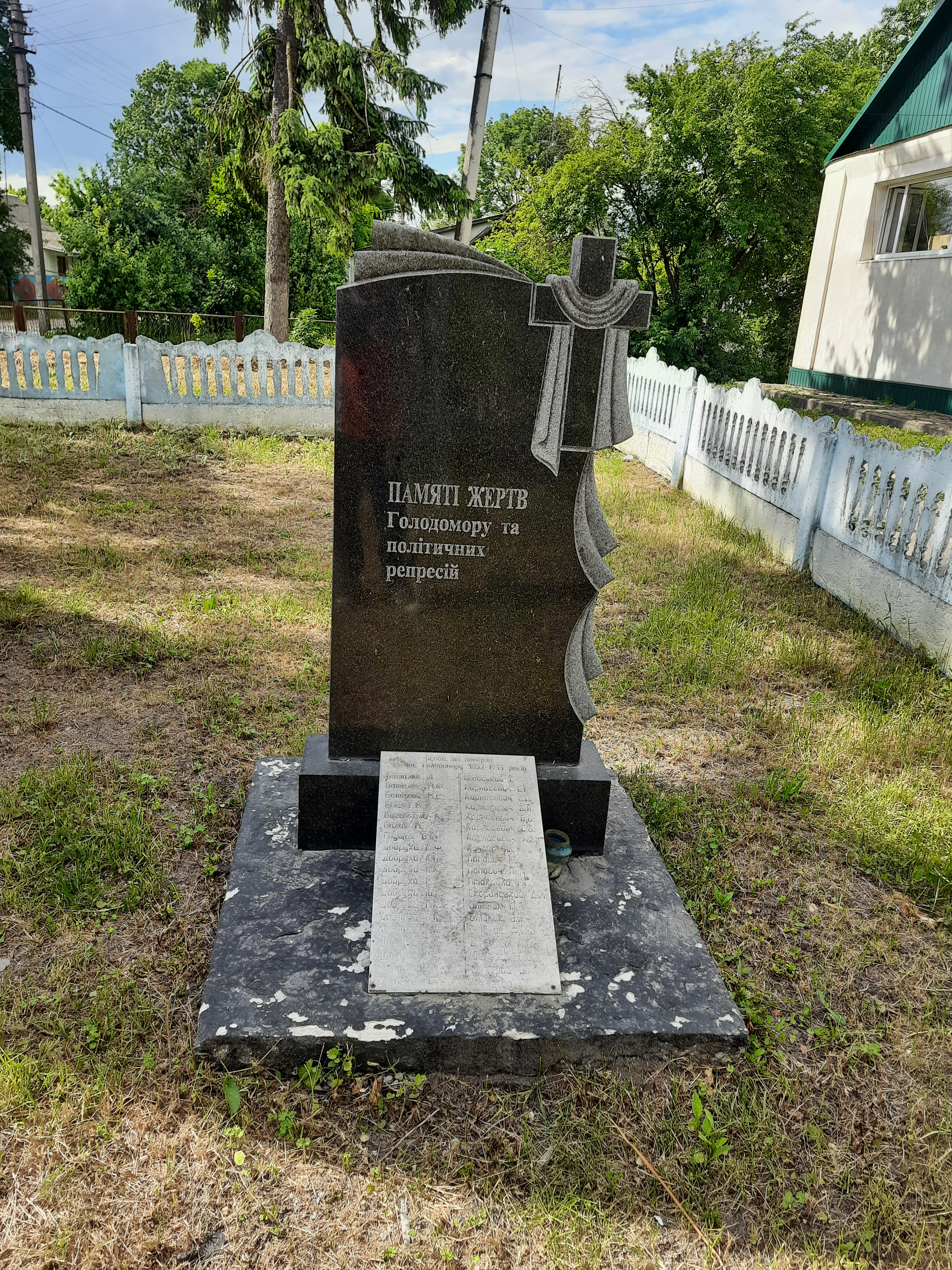
Пам'ятний знак жертвам голодомору

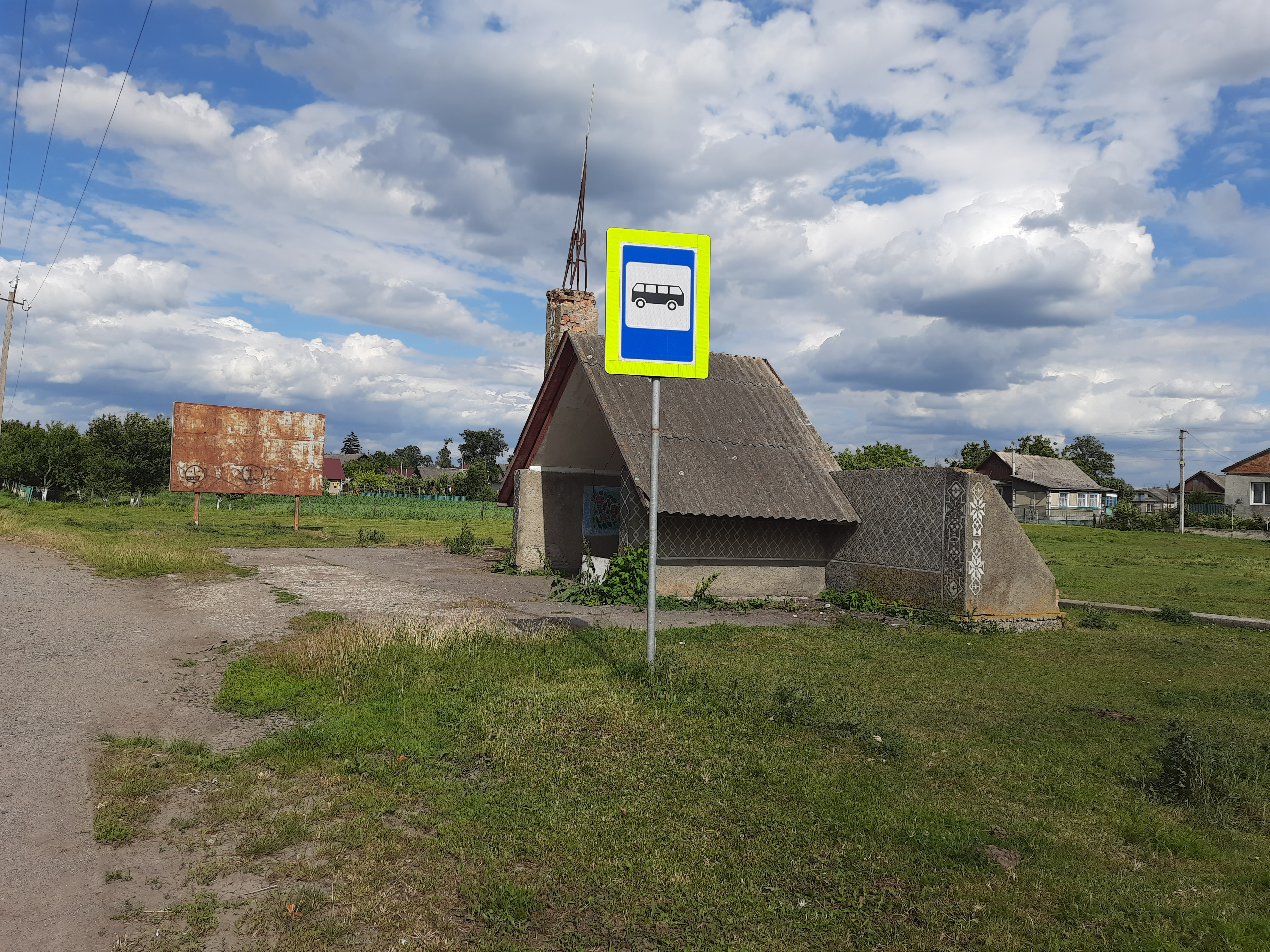
Автобусна зупинка

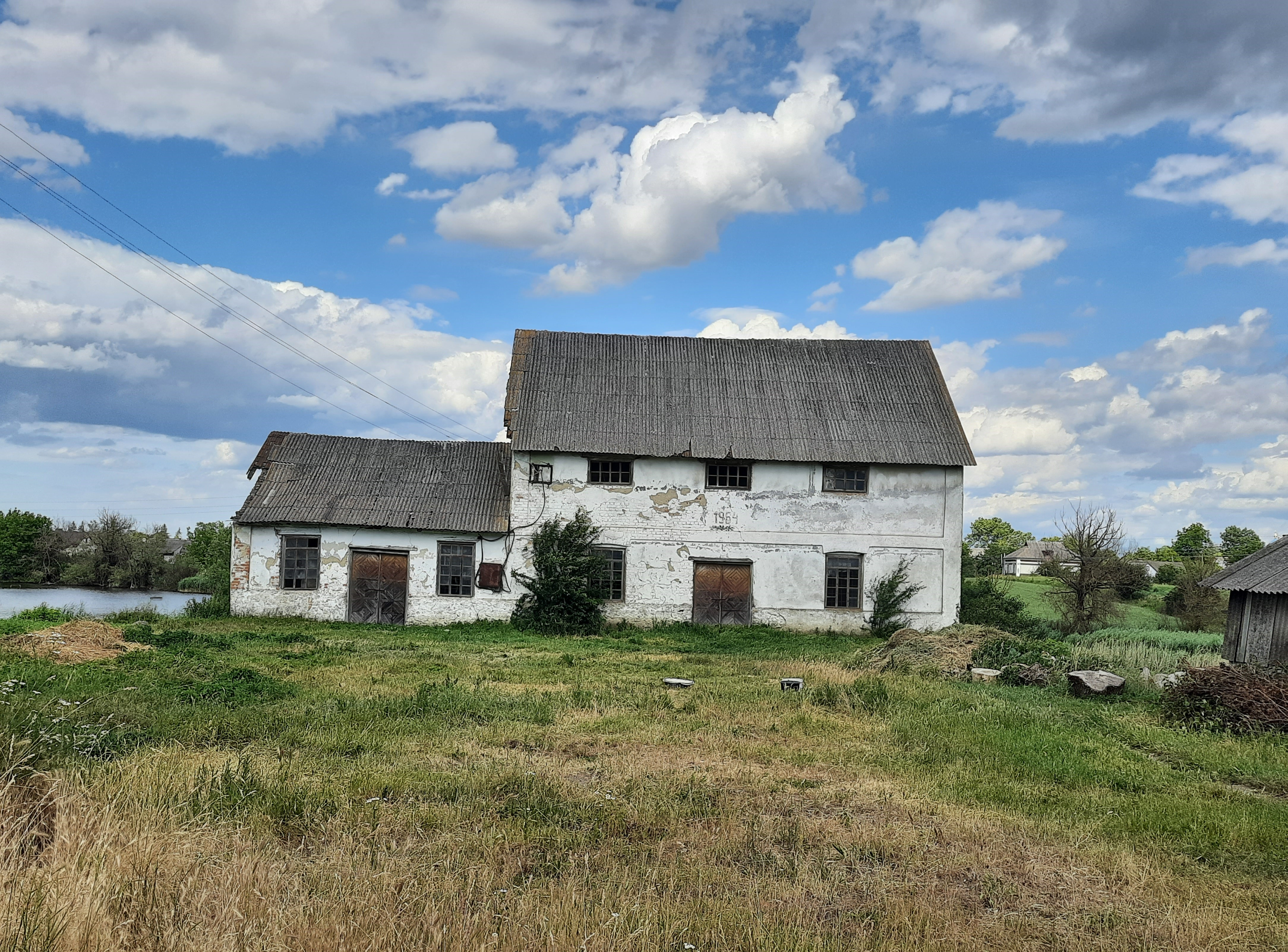
Старий млин

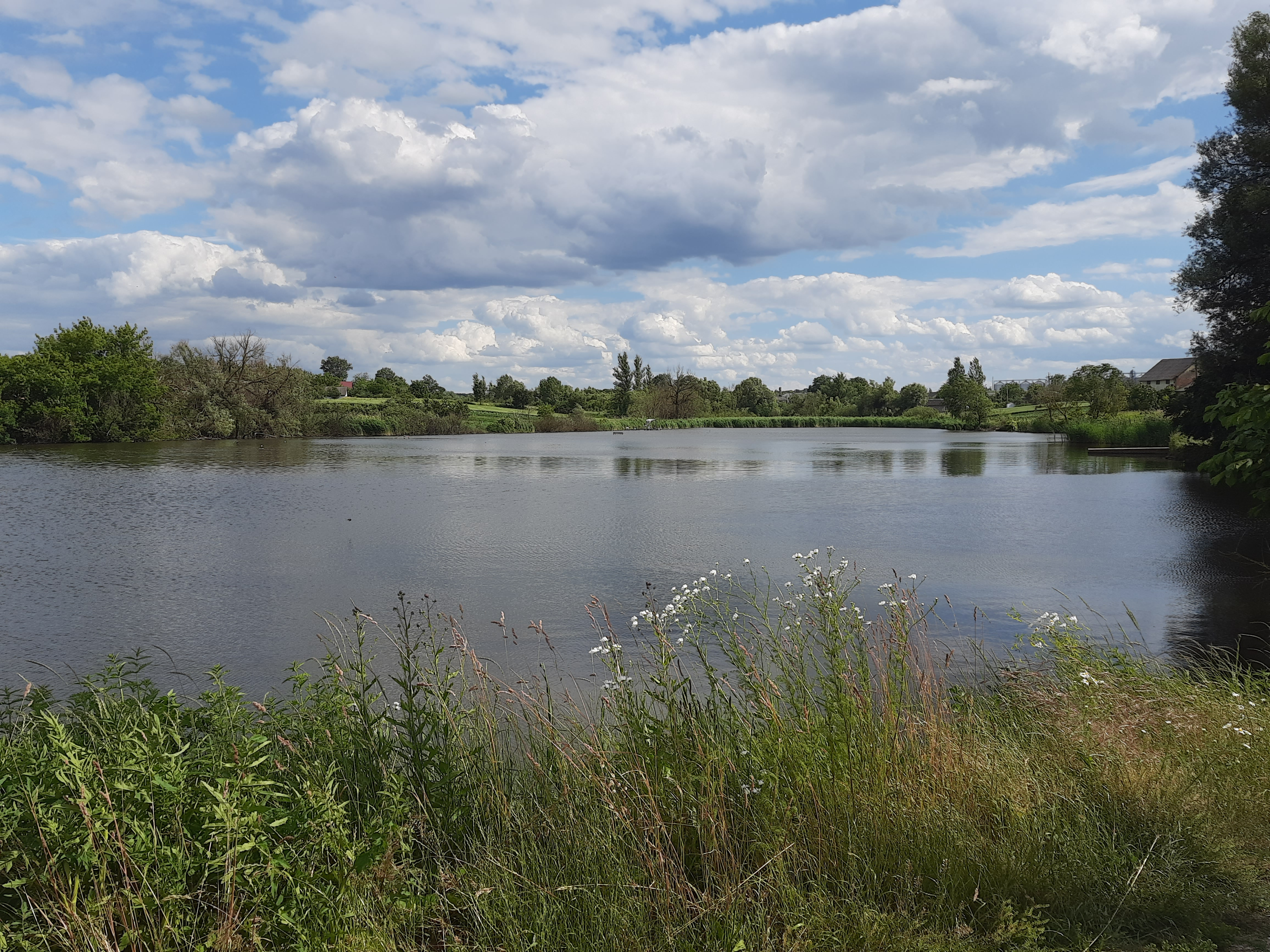
Став біля села

Пи́сарівка — село в Україні, у Війтовецькій селищній територіальній громаді Хмельницького району Хмельницької області. Населення становить 1566 осіб.

## Розташування та географія місцевості
Село Писарівка лежить на Правобережній частині України, у західній частині Волино-Подільської височини за 20 км від річки Збруч, притоки Дністра. Через село протікає річка Гнила. Відстань до районного центру — 24 км.
Сусідні населені пункти:

## Назва
За легендою, село отримало свою назву від імені писаря, який тут проживав. У давнину освічених людей було мало, тому до писаря сходилися люди з навколишніх поселень, щоб він написав чи розтлумачив якісь папери. Люди так і говорили: «Іду до писаря Івки», тобто до Писарівки. Так і закріпилася ця назва за селом — Писарівка. У XVI—XVIII ст. писар не лише складав документи, листи, але й виконував доручення державної адміністрації та окремих великих феодалів, був особою важливою і відомою, тому деякі населені пункти України, у яких жили писарі, отримували назву «Писарівка». Така назва населених пунктів могла походити також від першого поселенця писаря або від хутора, котрий був у власності писаря і згодом перетворювався на значне село.

## Адміністративно-територіальна одиниця
- 1796 — 1923 село Маначинської волості Старокостянтинівського повіту Волинської губернії Російської імперії.
- 1923 — 1930 село Волочиського району Проскурівської округи Подільської губернії Української СРР.
- 1935 — 1937 село Волочиського району Проскурівського округу Вінницької області УСРР.
- 1937 — 1954 село Волочиського району Кам'янець-Подільської області.
- 1954 — 1991 село Волочиського району Хмельницької області Української СРР.
- 1991 — дотепер — село Хмельницької області Хмельницького району України

## Історія
Судячи з назви, вже в старовину Писарівка була великим та значним селом. Вперше село Писарівка згадується в документах 1593 р., однак існує ймовірність його ранішого (на 50-100 років) заснування. У другій половині XVII ст. Писарівка не раз була об'єктом нападів турків і татар, які його руйнували. Мешканці села брали участь у гайдамацькому повстанні 1734 року. Восени цього року тут діяли гайдамацькі загони Івана Кобуцького.
Село Писарівка перебувало у володінні Станіслава Собищанського, а в кінці ХІХ ст. належало поміщикові Мартину Часновському, а село Війтівці — пану Скибинецькому.
За даними 1896 р. в Писарівці та Війтівцях нараховувалось 108 дворів з населенням 901 українців, 50 поляків, 82 євреїв. Всі селяни займались землеробством. За кількістю землі вони ділились на «поєдинкових», що мали по 16 моргів і «пікових», що мали по 8 моргів землі. Селяни вели трипільне господарство, сіяли озиму пшеницю, ячмінь, овес, гречку, горох, просо. Врожаї були середні, сінокосів у селян було дуже мало, більшу частину яких вони перетворили на ріллю. Свого хліба у селян було мало. Його збирали стільки, що вистачало для власних потреб. Коли ж виникали потреба у селянина частину хліба восени продати, то навесні він мусив купувати хліб.
Безземельні селяни працювали на панській землі в місцевому фільварку. Серед них майже кожен знав ремесло шевця. У селі була церковноприходська школа, у якій у 1893 році навчалось 25 хлопчиків. На утримання школи з коштів прихожан церква виділяла лише 130 крб., у той час, коли на утримання церкви відпускалось 324 крб.74 коп. Крім того, церква мала понад 85 десятин землі.
Медичне обслуговування населення було відсутнє, у результаті чого часто відбувались епідемії інфекційних хвороб. Так, у 1847 році в селі була епідемія кору, у 1848 році — холери, у 1859 році — кору і шигельозу (тоді називали дизентерією), у 1872 році — холери.
У 1909 році помер пан Скибинецький, який часто хворів і лікувався за кордоном. Після його смерті опікуни його дітей (5 синів і дочки) розподілили землю між синами (йому належало декілька сіл). Село Війтівці було передано в оренду на 7 років посесору Шульцу, який платив пані Скибинецькій грішми, які мали бути посагом єдиній дочці. Він володів цією землею до приходу радянської влади.
У 1917 році в селі було 222 двори, з них бідняцьких — 114, середняцьких — 78, заможних селян — 23, куркульських — 7. всього землі було 1520 га, з яких граф Часновський мав 660 га, піп і дяк — 40га, селяни — 820га і 82 двори були зовсім безземельні.
7 (20) листопада 1917 року, відповідно до Третього Універсалу Української Центральної Ради, увійшло до складу Української Народної Республіки.
Жовтневий переворот 1917 року мав наслідки і для мешканців Писарівки. Почався розгром поміщицьких маєтків і в 1918 р. заарештували Шульца, а панську землю розділили між селянами. Насамперед наділили безземельних селян, а потім — малоземельних. У 1917 році була заснована початкова школа, яка розміщувалась в маленькій хатинці. Після громадянської війни вона продовжила своє існування. Учителем був Каспровський, який закінчив духовну семінарію та був хорошим організатором. Хор його учнів займав перші місця на районних конкурсах.
У лютому 1918 р. в село вступили австро-угорські війська. Незабаром повернувся в с. Війтівці Шульц, який забирав своїх коней, худобу. В період Визвольних змагань в селі побували формування петлюрівців, денікінців, поляків.
У 1924 році в селі було вперше організовано колгосп під назвою «Зірниця», який об'єднував до 1928 року лише 7 господарств. До кінця 1928 року в колгосп вступило вже 75 дворів і його очолив Степан Пундик. Оскільки в 1930-х роках було два села, кожне з них мало свою сільську раду. У Писарівці першим головою був Пундик Семен Михайлович, а згодом Багазій Павло Сафонович. У Війтівцях громаду села очолював Брилко Антон, секретарем був Фурман Павло Павлович. Жителі села пережили Голодомор 1932—1933 років. У цей час у одноосібників не було зерна як для посіву, так і для харчування. Якщо колгоспників трохи годували на польових роботах, то одноосібники були позбавлені і цього засобу до існування. Селяни з нетерпінням чекали, коли дозріють хліба і, щоб хоч трохи поїсти, змушені були зрізати колоски на колгоспному полі, а за це багатьох було засуджено до позбавлення волі.
Колишній орган місцевого самоврядування — Писарівська сільська рада.

## Голодомор в Писарівці
За даними різних джерел в селі у 1932—1933 роках загинуло близько 50 осіб. На сьогодні встановлено імена 38. Мартиролог укладений на підставі даних Книг актів реєстрації цивільного стану та поіменних списків жертв Голодомору 1932—1933 років, складених Писарівською сільською радою. Поіменні списки зберігаються в Державному архіві Хмельницької області.
- Батанюк Лук'ян, вік невідомий, 1932 р.,
- Батанюк Марія Филимонівна, вік невідомий, 1933 р.,
- Бателюк Сидора Іванівна, 58 р., 1933 р.,
- Біла Ганна Миколаївна, 37 р., 1932 р.,
- Вигоняйло Афанасій, 37 р., 1933 р.,
- Волох Микита, вік невідомий, 1932 р.,
- Глущак Віктор Іванович, 4 р., 1933 р.,
- Добруха Ганна Казимирівна,6 р., 1933 р.,
- Добруха Йосип Казимирович, 1 р., 1932 р.,
- Добруха Казимир Казимирович, 18 р., 1933 р.,
- Добруха Казимир Павлович, 1 р., 1932 р.,
- Добруха Марія Казимирівна, 12 р., 1932 р.,
- Добруха Марцеліна Францівна, 20 р., 1932 р.,
- Добруха Микола Казимирович, 11 р., 1932 р.,
- Добруха Павло Казимирович, 4 р., 1932 р.,
- Добруха Петро Казимирович, 10р., 1933 р.,
- Добруха Юзефа Казимирівна, 9 р., 1933 р.,
- Добруха Яніна Казимирівна, 2р., 1932 р.,
- Зацька Марія, вік невідомий, 1933 р.,
- Іжевський Іван, 48 р., 1932 р.,
- Карнасевич Степан Іванович, 43 р., 1932 р.,
- Карнасевич Євдокія Петрівна, 22 р., 1933 р.,
- Карнасевич Борис Йосипович, 55 р., 1933 р.,
- Карнасевич Володимир Борисович, 11 р., 1933 р.,
- Карнасевич Станіслав Борисович, 18 р., 1933 р.,
- Карнасевич Анатолій Борисович, 16 р., 1933 р.,
- Кучоха Яків Іванович, 33 р., 1933 р.,
- Попович Іван Захарович, 32 р., 1933 р.,
- Попович Параска Іванівна, 28 р., 1933 р.,
- Птокайло Ганна Павлівна, 2 р., українка, утриманка, 28.04.1933 р.,
- Данило Михайлович, 58 р., українець, хлібороб, 5.12.1933 р., в'язень ЖБПУ
- Олійник Іван Іванович, 63 р., 1933 р.,
- Олійник Віктор Іванович, 28 р., 1933 р.,
- Олійник Франц Іванович, 26 р., 1933 р.,
- Шемерда Андрій Олексійович, 37 р., 1933 р.,
- Шемерда Ольга Семенівна, 28 р., 1933 р.,
- Шемерда Володимир Андрійович, 6 р., 1933 р.,
- Шемерда Гнат Андрійович, 4 р., 1933 р.,

Після голодних років село почало потроху відновлюватися. У 1935 році колгосп був учасником наради передовиків сільського господарства в місті Москві (головою на той час був Пилип Ніконенко). У 1937 році передові ланки виростили по 512 центнерів цукрових буряків з гектара. П'ятисотниці колгоспу Розвод Агафія, Глущак Марія Войтківна, Урбан Наталка удостоєні державних подяк і премій. Не обминули жителів сіл і політичні репресії 1937 року. Недоброзичливці, яким з певних причин не подобались деякі односельці, писали різні скарги і доноси на них. Як правило, після публікацій подібного наклепницького змісту людей арештовували і безпідставно засуджували до позбавлення волі або розстрілювали.
У 1941 році колгосп ім. Мікояна був кандидатом в учасники ВСХВ у м. Москва.
12 липня 1941 року в село вступили німецько-нацистські війська. Німці жорстоко поводились з населенням: грабували, били, молодь вивозили в Німеччину. Було розстріляно 2 особи, вивезено а примусові роботи в Німеччину 130 осіб, спалено 12 хат. Перед наступом Червоної армії навесні 1944 року було страчено ще 3 особи.
У визволенні села в березні 1944 року, у результаті Проскурівсько-Чернівецької операції військ 1-го Українського фронту брали участь воїни 226 та 280 стрілецької дивізії 4 танкової армії, 17 гвардійської механізованої бригади. 112 воїнів загинуло.
У 1956 році при в'їзді в село зі станції Війтівці на їх могилі було встановлено залізобетонну скульптуру воїна і меморіальну плиту з іменами загиблих. Після визволення села в березні 1944 року багато чоловіків було мобілізовано до війська. 196 односельчан не повернулись до рідного села, залишившись в землях Тернопільщини, Польщі, Німеччини. Їх імена навічно вписані на обеліску воїнам-односельчанам, які загинули в роки війни. Почалась відбудова села і колгоспів. А відбудовувати було що. Внаслідок війни було знищено майже всі господарські будівлі, скоротилося поголів'я коней, великої рогатої худоби, свиней, овець, було розкрадено і знищено машини, дрібний сільськогосподарський реманент, вози. Колгоспи фактично почали будуватись заново. Не вистачало машин, тяглової сили, гартового заліза, вугілля. Всі роботи виконувались кіньми, волами і вручну, урожай збирали косами і серпами.
14 жовтня 1950 року відбулось злиття колгоспів в один, а в 1951 році і два села (Писарівка та Подільське) було об'єднано в одне — Писарівку. Сільську раду очолили голова Глущак Іван Іванович та секретар Андреєва Віра Гордіївна, які працювали до 1953 року. Їх змінили голова Грех Захар Павлович та секретар Грех Григорій Степанович, а в 1957 році — голова Ковбасюк Григорій Григорович та секретар Білий Станіслав Степанович. За цей час колгосп села мав значні успіхи у виробництві і продажі державі сільськогосподарської продукції і в 1954 році був учасником Всесоюзної сільськогосподарської виставки у Москві.
З великою повагою і шаною й донині пам'ятають очільника села Сальнікова Миколу Семеновича, який очолив сільську громаду в 1959 році. За період його роботи в селі покращився благоустрой вулиць, зріс добробут жителів села, забезпечено законність і громадський правопорядок на території сільської ради.
У 1980 році господарство очолив голова колгоспу «Зоря» Гуменюк Олександр Михайлович, який швидкими темпами почав відбудову трохи занедбаного господарства. Було відновлено тваринництво: завезено продуктивні телиці, свині, птицю, вівці. Значно зріс добробут села: повністю газифіковано житлові будинки жителів та приміщення соціальної сфери села, асфальтовано і освітлено майже всі вулиці села, проведено водопровід, відкрито дитячий садок, музичну школу. За цей період в селі з'явились дві нові вулиці, побудовано більше 20 нових будинків.

## Населення

### Мова
Розподіл населення за рідною мовою за даними :
| Мова       | Кількість | Відсоток |
| ---------- | --------- | -------- |
| українська | 1820      | 99.08 %  |
| російська  | 13        | 0.71 %   |
| польська   | 2         | 0.11 %   |
| білоруська | 1         | 0.05 %   |
| румунська  | 1         | 0.05 %   |
| Усього     | 1837      | 100 %    |

## Писарівська загальноосвітня школа І-ІІІ ступенів
У школі навчається майже 240 дітей. Випускниками школи є багато видатних особистостей: Концевич Михайло Григорович — Герой Соціалістичної праці, Баталюк Володимир Іванович — генерал-майор бронетанкових військ Армії України, Соколюк Микола Микитович — контр-адмірал, Глущак Анатолій Степанович та Суховецький Микола Миколайович — письменники, члени Спілки письменників України та багато інших.

## Соціальна сфера
В 1972 році в селі було відкрито новий Будинок культури з бібліотекою і великим читальним залом, які донині проводять різноманітні культурно-масові заходи. Особливо славиться щорічне свято «Ой, на Івана Купала». На території села працює фельдшерсько-акушерський пункт, дитячий садок «Зоряночка», Писарівська дитяча музична школа, 10 магазинів, 2 кафе. На території сільської ради працює ТОВ «Лан Ін вест», яке орендує земельні паї жителів села, фермерські господарства «Марія», «Родина». Більше 130 чоловік вийшли з паями і обробляють їх одноосібно.
Дбають в селі і про духовність, діє Свято-Вознесенська православна церква та римо-католицька церква Непорочного Зачаття Пресвятої Діви Марії, заснована у 1754 році. У 2010 році римо-католицькою общиною був введений в дію Дім Захисту Життя, у якому перебувають матері-одиночки з новонародженими дітьми, які опинились у важкому матеріальному становищі й не мають місця для проживання.
До Писарівської сільської ради входить одне село Писарівка, територія сільської ради займає 2839 га. Нині в селі проживає 1700 мешканців, з них понад 100 дітей дошкільного віку, майже 400 — молодих людей.

## Відомі уродженці
- Глущак Анатолій Степанович — український поет, журналіст.
- Мединський Ігор Олександрович (1987—2016) — солдат Збройних сил України учасник російсько-української війни[5]
- Березюк Володимир Володимирович (1975—2023) — солдат Збройних сил України, учасник російсько-української війни.
- Білий Сергій Валерійович (1989—2024) — солдат Збройних сил України, учасник російсько-української війни.[6]